# Statističko upravljanje procesom
Statističko upravljanje procesom se razvilo na osnovu kontrolnih karata i studija sposobnosti procesa. Kada se rezultati procesa nalaze u okviru kontrolnih granica kontrolnih karti kaže se da je proces "pod kontrolom". Međutim, i proces koji je "pod kontrolom" može proizvesti loše proizvode. 
Pravo poboljšanje procesa se ogleda u ponovljivosti procesa i usaglašenosi procesa sa zahtevima kupaca. Ova osobina procesa se naziva sposobnost procesa ili preciznije: performansa procesa u toku izvesnog vremena za koji je proces pod kontrolom†. Studije sposobnosti su zasnovane na kvantitativnim pokazateljima performansi procesa, tzv. indeksima sposobnosti procesa. Pomoću studija sposobnosti se objektivno meri stepen u kome proces zadovoljava zahteve kupaca. Poboljšanje procesa se ogleda u povećanju sposobnosti procesa, a statističko upravljanje procesom ima za cilj postizanje maksimalne sposobnosti procesa koji je „pod kontrolom“.
Izolovanom primenom statističke kontrole procesa se ne mogu eliminisati problemi, ali se mogu: pribaviti objektivne informacije o performansama procesa, obezbediti informacije za donošenje odluka o poboljšanju procesa kroz smanjenje varijacija i postići stabilnost procesa.

## Literatura
- Deming, W E (1975) On probability as a basis for action, The American Statistician, 29(4), pp146–152
- Deming, W E (1982) Out of the Crisis: Quality, Productivity and Competitive Position  0-521-30553-5
- Oakland, J (2002) Statistical Process Control  0-7506-5766-9
- Shewhart, W A (1931) Economic Control of Quality of Manufactured Product  0-87389-076-0
- Shewhart, W A (1939) Statistical Method from the Viewpoint of Quality Control  0-486-65232-7
- Wheeler, D J (2000) Normality and the Process-Behaviour Chart  0-945320-56-6
- Wheeler, D J & Chambers, D S (1992) Understanding Statistical Process Control  0-945320-13-2
- Wheeler, Donald J. (1999). Understanding Variation: The Key to Managing Chaos - 2nd Edition. SPC Press, Inc.  0-945320-53-1.
- Wise, Stephen A. & Fair, Douglas C (1998). Innovative Control Charting: Practical SPC Solutions for Today's Manufacturing Environment. ASQ Quality Press.  0-87389-385-9

## Spoljašnje veze
- Архивирано на веб-сајту  (22. фебруар 2010)